# ロブスター・ニューバーグ

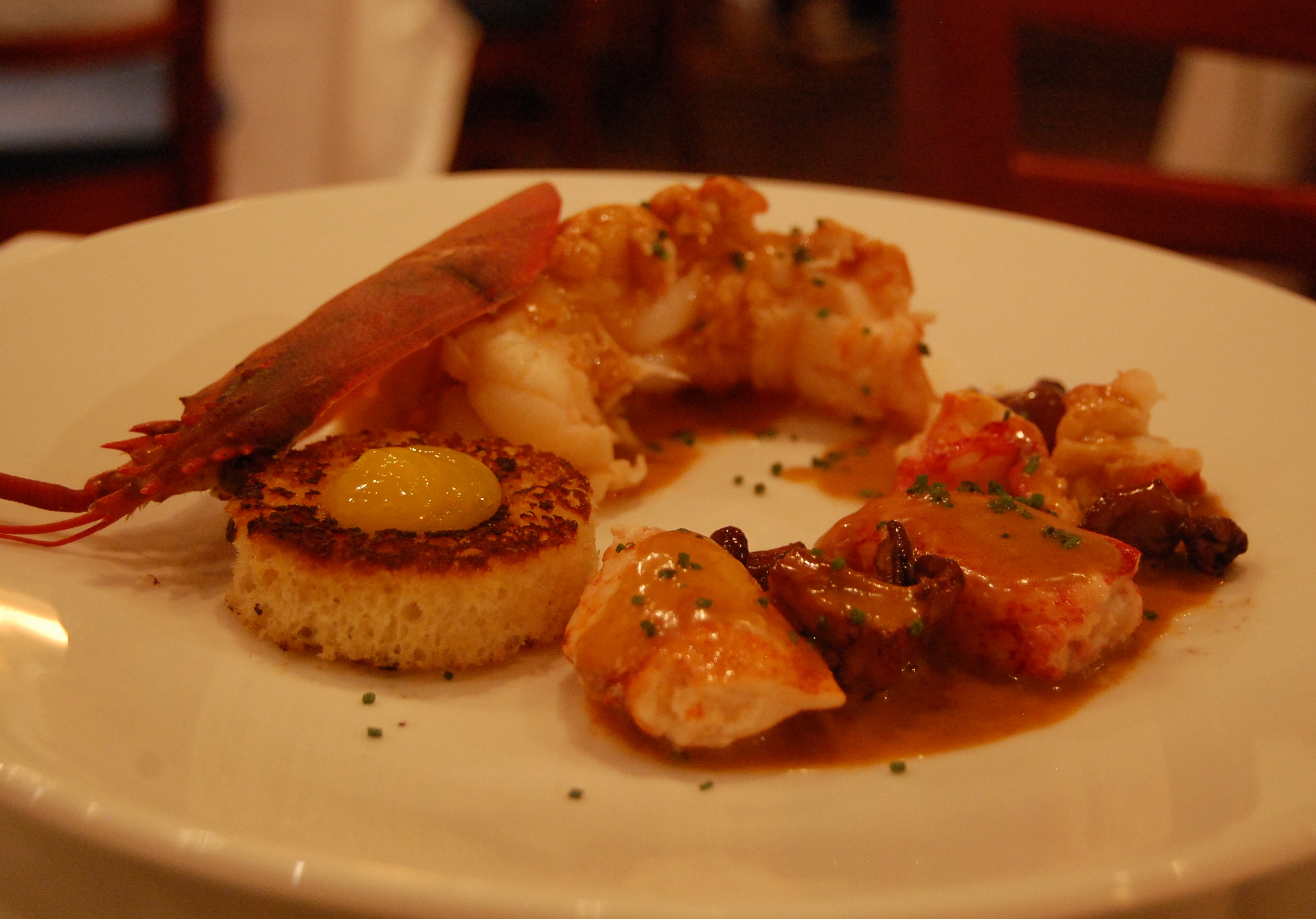
ロブスター・ニューバーグの例

ロブスター・ニューバーグ、ロブスターのニューバーグ風（英語: lobster Newberg、lobster Newburg、lobster Newburgh）は、アメリカ料理の一種。ニューヨーク市発祥の伝統的料理のひとつである。
19世紀のアメリカ合衆国で最も有名な海産物とクリームの料理とされる。

## 概要
ロブスターをバター、クリーム、コニャック、鶏卵、香辛料とで煮込んだ料理である。
ジョン・F・ケネディがアメリカ合衆国大統領に就任した日の昼食会に出された一品である。
ニューヨークのレストラン「デルモニコス」ではチキン・ア・ラ・キングと並んで人気メニューの1つとなっている（2018年時点）。

## 歴史
真偽のほどは不明であるが、以下のようなエピソードが語られている。
1876年にカリブ海の果物を商っていた貿易商・ベン・ウェンバーグが、チャールズ・デルモニコに卓上鍋でロブスターとクリームを使った新しい料理を作ってみせた。この料理を「デルモニコス」では「ロブスター・ア・ラ・ウェンバーグ」と名付けて提供を始めた。しかしながら、ウェンバーグとデルモニコは口論の末に喧嘩別れ、失語症の発作に襲われたデルモニコは最初の音節を間違え「ウェンバーグ」ではなく「ニューバーグ」としてしまった。

## レシピの例
1862年から1896年まで「デルモニコス」で料理人を務めたチャールズ・ランホファーは、自著『美食家（the Epicurean）』（1894年刊行）に次のようにレシピを記している。
1. 1キログラムていどのロブスターを6尾、塩水で25分間茹でる。
2. 茹でたロブスターが冷えたら、身体から尾を取り、身を薄切りにする。
3. 薄切りにしたロブスターの身を浅い鍋に平らに入れ、熱い澄ましバターを入れる。
4. 塩で風味をつけ、焦がさないように 薄切りにしたロブスターの両面を軽くあぶる。
5. 生クリームをひたひたになるまで注ぎ、すばやく半量になるまで煮詰める。
6. マデイラ・ワインを大さじ2杯から3杯入れる。
7. 液体だけをもう1度煮る。
8. 火から下ろし、卵黄と生クリームを加えてとろみをつける。
9. 少量のトウガラシとバターを加え、沸騰させずに煮る。
10. 野菜を盛りつけた皿にロブスターの身を乗せ、上からソースをかける。

このレシピから分かるように、小麦粉は使用されていない。

## 日本での展開
- 古川ロッパはロブスター・ニューバーグをたびたび日本で食しており、以下のように日記に記している。
  - 昭和13年3月27日 - ホテルニューグランド（横浜市）でミネストロスープとロブスター・ニューバーグを食したが、「あんまりうまくない」とのこと[5]。
  - 昭和13年11月25日 - ベルネクラブ（神戸市）で、「えびのニューバーグ」を含む前菜からデザートまでのコース。「これで三円は安い」とのこと[5]。
  - 昭和14年1月12日 - デンツーにてポタージュとえびのニューバーグを食す[6]。
  - 昭和14年7月3日 - 大阪瓦斯ビルヂング地下の「グリル」にて「伊勢えびのニューバーグ」他を食し、「わりにうまい」とのこと[6]。
- 2025年3月に松屋が「ニューバーグソース」を松屋流にアレンジした「たっぷり海老のニューバーグソース」を期間限定販売した。ただし、「ニューバーグソース」ついては「フランス発祥のソース」としている[7][8]。